# Zbožíčko
Zbožíčko (en allemand : Kleingut) est une commune du district de Nymburk, dans la région de Bohême-Centrale, en République tchèque. Sa population s'élevait à 237 habitants en 2020.

## Géographie
Zbožíčko se trouve à 8,5 km au nord-ouest de Nymburk et à 40 km au nord-est de Prague.
La commune est limitée par Milovice à l'ouest et au nord, par Straky au nord-est, par Čilec à l'est, et par Kostomlaty nad Labem au sud et au sud-ouest.

## Histoire
La première mention écrite de la localité date de 1410.

## Transports
Par la route, Zbožíčko se trouve à 13 km de Nymburk et à 54 km de Prague.